# بورگشتات
بورگشتات (به آلمانی: Bürgstadt) یک منطقهٔ مسکونی در آلمان است که در میلتنبرگ واقع شده‌است.